# Lightweight Directory Access Protocol
Az LDAP (Lightweight Directory Access Protocol) egy egyszerűsített címtárhozzáférési protokoll, amely címtárak, címjegyzékek elérésére és karbantartására szolgáló, platformfüggetlen protokollcsalád. Olyan fa struktúrán alapuló adatbáziskezelést valósít meg, ahol tipikusan gyorsan kell keresni és sok kis információt kell benne elraktározni. Az LDAP sokféle feladatra használható, például a felhasználók és csoportok felügyeletének központosítására, a rendszerkonfigurációs adatok kezelésének megkönnyítésére, vagy akár egyszerű címjegyzékek kezelésére.
- L, mint pehelysúlyú: az X.500 kódnevű protokoll család könnyített változata. Az eredeti X.500-at az OSI elméleti hálózati modelljére tervezték, így a gyakorlati életben nem sűrűn találkozhatunk vele.
- D, mint címtárszolgáltatás: elsősorban egy számítógépes hálózat felhasználóit és erőforrásait tartalmazó adatbázis közvetítésére szolgál.
- A, mint elérés: dinamikusan és rugalmasan támogatja az adatok frissítését, törlését, beszúrását és lekérdezését.
- P, mint az elektronikus kommunikáció egyik nyelve: egy TCP/IP felett megvalósított bináris protokoll.

Az LDAP-protokollnak számos megvalósítása van, mint például az OpenLDAP, Apple Open Directory, Microsoft Active Directory. Az első LDAP-implementációt a University of Michigan írta.
Hálózati környezetben rendkívül nagy jelentőségű a fontos adatok szervezettségének fenntartása és gyors elérése. Ebben segít egy címtárszolgáltatás, amely az adatokat jól szervezett, gyorsan kereshető formában teszi elérhetővé. Ideális esetben egy központi kiszolgáló tárolja az adatokat egy címtárban és osztja szét a klienseknek egy meghatározott protokoll segítségével. Az adatok úgy vannak szervezve, hogy az alkalmazások széles skálája számára elérhetők legyenek. Nem kell tehát minden egyes naptárprogramhoz és e-mail klienshez külön adatbázist fenntartani – elegendő egyetlen, jól karbantartott központi adattárat használni. Így sokkal kisebb fáradsággal, sokkal pontosabban karbantarthatók az adatok. Az LDAP-hoz hasonló nyílt, szabványos protokollok használata segít abban, hogy a lehető legtöbb kliensalkalmazás képes legyen az adatok elérésére. 
A sok (egyidejű) olvasási hozzáférés érdekében az írási hozzáférés csekély számú frissítésre van korlátozva. Emlékeztetőül: a hagyományos adatbázisokat arra optimalizálják, hogy rövid idő alatt a lehető legnagyobb adatmennyiséget legyenek képesek fogadni. Az írási hozzáférés korlátozása azért nem számít komoly megszorításnak, mert a címtárszolgáltatásokat többnyire ritkán változó, statikus jellegű adatok kezelésére használják. Statikus adatok karbantartásakor ritkán kell frissíteni a meglévő adatokat. Dinamikus adatok használatakor az adatok konzisztenciája az elsődleges szempont. A címtárszolgáltatások – például az LDAP – felépítése nem az összetett frissítési vagy lekérdezési mechanizmusokra lett optimalizálva. A fő szempont a gyors és egyszerű hozzáférés biztosítása a szolgáltatást kérő alkalmazások számára. Tipikusan olyan környezetben használják, ahol a lekérdezések száma jóval fölülmúlja a változtatások számát, illetve a lekérdezés egyszerű művelet, és általában minél kevesebb válasszal jár. Ilyen például az autentikáció biztosítása bizonyos szerverfolyamatok számára.
Az LDAP megoldást jelent az n+1 könyvtár problémára, vagyis ugyanannak az információnak több helyen és különböző típusú adatbázisokban történő kezelésére, ami növeli a hardver igényt és a személyzeti költségeket.